# Río Naf

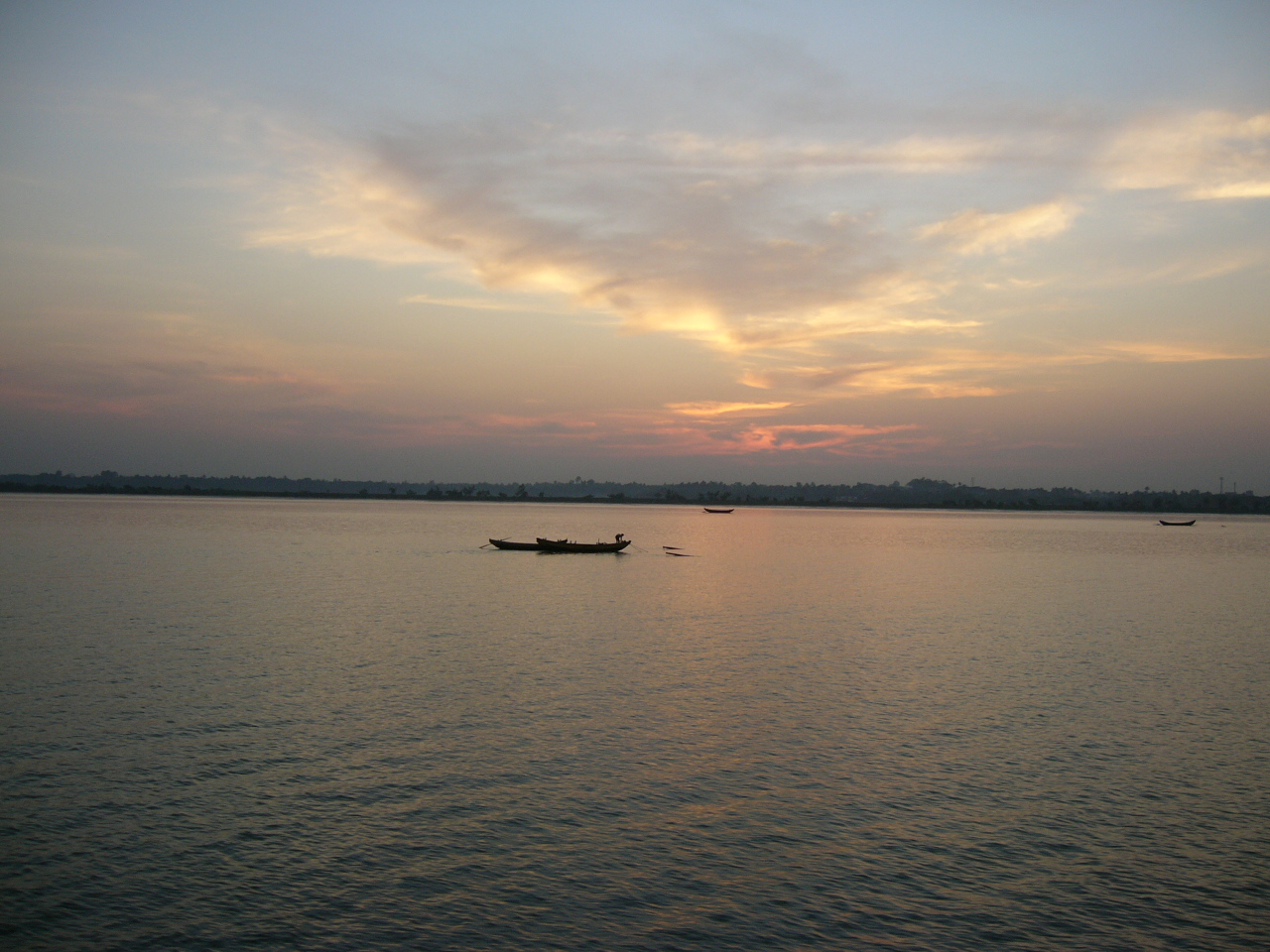
Río Naf.

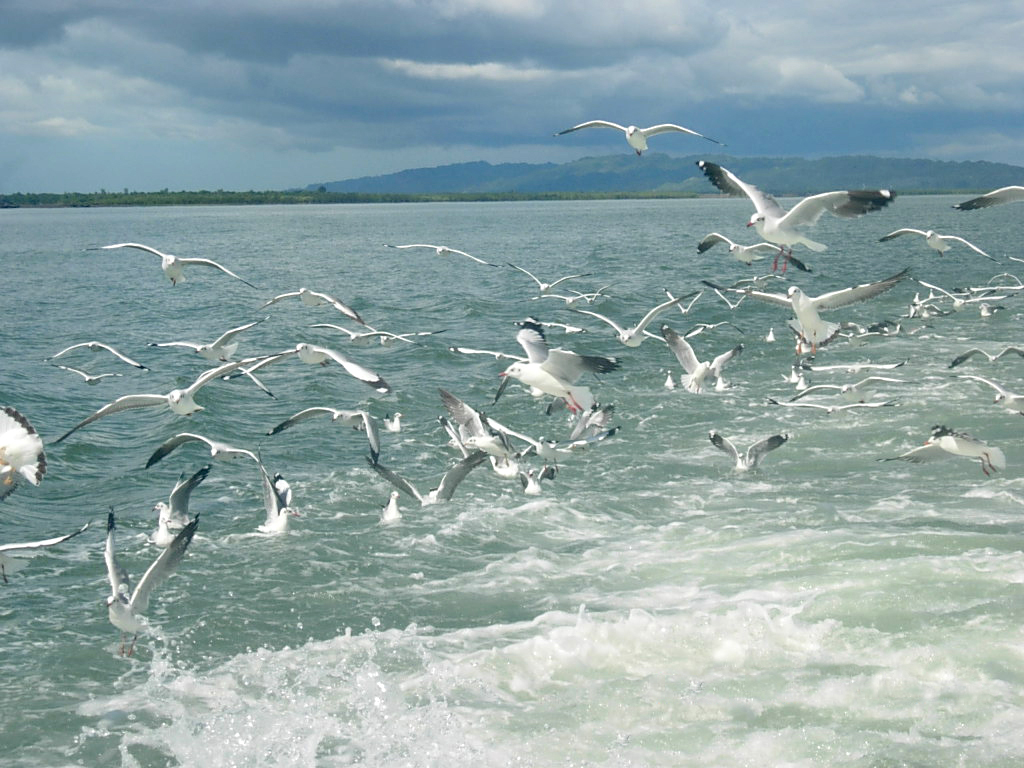
Gaviotas indias volando sobre el río.

El río Naf es un río que marca la frontera de Bangladés y Birmania. Nace en el macizo de Arakan y fluye en dirección suroeste-sur por unos 62 km desembocando en el golfo de Bengala, su profundidad media es de 39 metros, y la profundidad máxima es de 120 metros.
La isla Shinmabyu kyun, situada en la desembocadura del río, fue causa de disputa entre británicos y birmanos, y es considerada como una de las causas inmediatas de la primera guerra anglo-birmana.

## Geografía
Nace en las montañas Arakan y desemboca en la bahía de Bengala. En su desembocadura el río mide de 1,6 a 3,2 km de ancho. Los efectos de las mareas se hacen presentes varios kilómetros aguas arriba de su desembocadura. El río tiene un estuario muy largo, situado en el sureste del distrito de Cox's Bazar en Bangladés, al cual separa del estado de Rakhine en Birmania.

## Ataques a pescadores y refugiados
Se han producido frecuentes incidentes en el río en los que pescadores y refugiados han sido atacados tanto por las tropas del Ejército de Birmania como por las del Ejército de Bangladés. Entre otros sucesos podemos citar:
- Febrero de 1992: En Lun Htin, una fuerza paramilitar de Birmania asesinó a 20 refugiados al cruzar el río Naf a Bangladés.[1]
- 24 de marzo de 1994: Miembros del Comando Militar Occidental del Ejército de Birmania que patrullaban el río Naf encontraron a un grupo de rohingya pescando en un barco pequeño. Los soldados trataron de extorsionar a los pescadores, al no conseguirlo, los amarraron con una cuerda y los llevaron al pueblo Balu Khali en Maungdaw.[2] Ocho de los pescadores rohingya fueron interrogados y torturados durante cinco días y posteriormente todos fueron fusilados.[2]
- 27 de octubre de 2001: Tropas fronterizas birmanas mataron a un hombre de Bangladés, hirieron a dos y secuestraron a 13 mientras estaban pescando en el río Naf.[3]
- 22 de enero de 2005: 70 personas fueron asesinadas a tiros cuando los guardias fronterizos birmanos abrieron fuego contra un grupo de 50 barcos que intentaban cruzar el río. Los guardias fronterizos afirmaron que creían que los barcos contenían "arroz de contrabando". Bajo este pretexto se justificó el tiroteo masivo de personas desarmadas.[4]
- Verano de 2012: Cientos de personas rohingya de Birmania se vieron obligadas a huir de sus hogares, y han buscado refugio cruzando el río Naf a Bangladés,[5][6] a menudo para ser repelidos o escoltados por tropas de Bangladés.[7][8] El 11 de julio de 2012 el presidente birmano, Thein Sein, sugirió que los rohingya fueran expulsados de Birmania o que la ONU trasladase a las 300.000 personas rohingya que viven en el país, una propuesta de la ONU rechazó.[8]